# 일라이셔 그레이

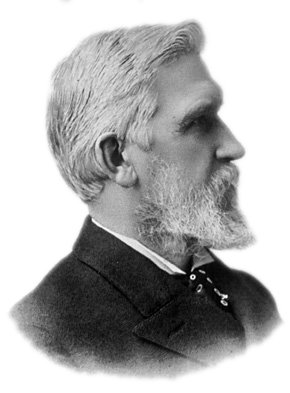
일라이셔 그레이

일라이셔 그레이(Elisha Gray, 1835년 8월 2일 오하이오주 반스빌 ~ 1901년 1월 21일 매사추세츠주 뉴턴빌)은 미국의 발명가이다. 독자적으로 전화를 발명했다.
1876년 2월 14일 미국 특허 사무소에 가서 송신 연설 장치에 일하던 발명 특허권을 제기하였다. 두 시간 전에 스코틀랜드 출신의 발명가 알렉산더 그레이엄 벨의 파트너였던 가디너 G. 휴바드(Gardiner G. Hubbard)가 벨을 대신하여 전화를 위한 특허권 신청서를 제기하였다고 한다.
웨스턴 유니언 전신 회사는 후에 그레이의 특허권을 구입하였으며, 벨의 청구를 실패적으로 도전하고 말았다. 그레이가 함께 창설한 웨스턴 전기 제조 회사 (Western Electric Manufacturing Company)는 웨스턴 유니언 사를 위한 전화 장치를 만들었다.

## 같이 보기
- 알렉산더 그레이엄 벨
- 안토니오 메우치
- 전화